# Manunggal (Labuhan Deli)
Manunggal is een bestuurslaag in het regentschap Deli Serdang van de provincie Noord-Sumatra, Indonesië. Manunggal telt 21.457 inwoners (volkstelling 2010).